# Сидоровск
Сидоровск — упразднённое село на территории Красноселькупского района Ямало-Ненецкого автономного округа России.

## География
Расположено было на высоком правом берегу реки Таз, в 100 км к северу по прямой от райцентра, села Красноселькуп.

## История
Населённый пункт был основан в 1863 году и назван в честь известного русского промышленника, видного общественного деятеля и мецената Михаила Константиновича Сидорова. На его средства организовывались экспедиции, одна из которых под командованием Ю. М. Кушелевского на месте стойбища рыбаков и основала Пристань Сидоровскую для вывоза сибирских богатств в Европу. В 10 км к северу по течению реки находилась Мангазея. В 1930—1960-е годы в Сидоровске появились начальная школа, почта, магазин, клуб, метеослужба. Здесь был самостоятельный колхоз «Полярный круг» (второй после Красноселькупа), затем ставший отделением совхоза «Полярный». Имелся большой коровник, звероферма, на которой выращивали чернобурок. На совхозных полях растили картофель, редис, морковь. Многие жители держали скот, имели огороды, заготавливали на зиму рыбу, ягоды, грибы. После 1972 года в связи с началом политики властей на укрепление крупных населённых пунктов, небольшие посёлки стали угасать, производство в них прекращалось, люди стали переезжать в крупные сёла.
В 2006 году село Сидоровск было упразднено в связи с прекращением существования этого населённого пункта.

## Население
| 1989 | 2002 |
| ---- | ---- |
| 70   | ↘0   |

В 1930-е годы в Сидоровске жило более 100 человек, а в 1960-е годы — более 500 человек. По данным переписи населения 1989 года в селе жило 70 человек, по данным переписи 2002 года постоянное население в Сидоровске уже отсутствовало.